# Alfa Romeo Montreal
L’Alfa Romeo Montreal est un coupé de sport issu d'une étude de style de Marcello Gandini, alors salarié de l'atelier du maître Bertone. La voiture a été présentée à l'exposition universelle de Montréal en 1967, d'où le nom du modèle. L'objectif étant de créer et d'exposer : « La massima aspirazione dell'uomo in fatto di automobili » - La  plus haute ambition de l'homme en matière d'automobile.

## Conception de la série

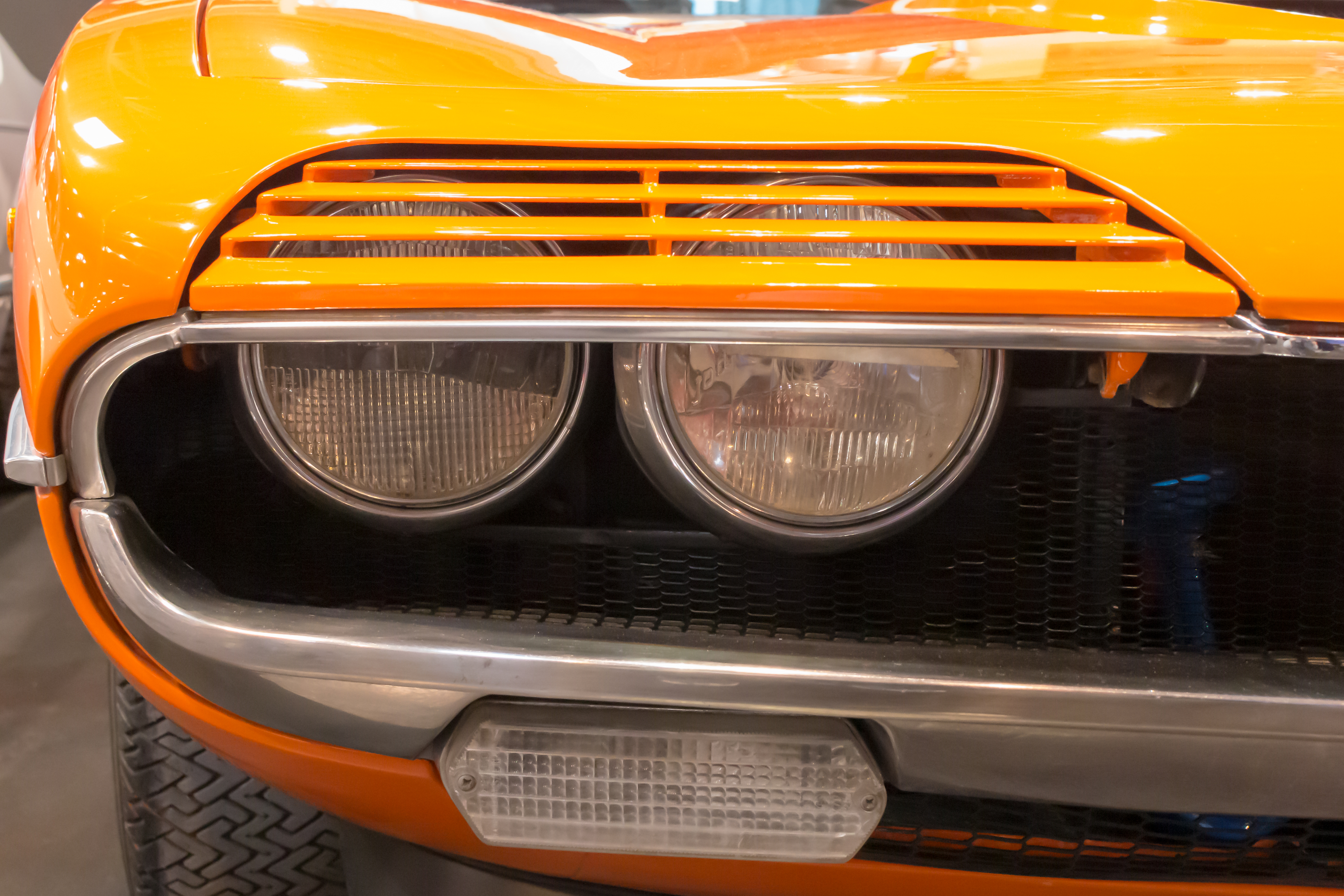
Détail des projecteurs et de la grille couvrante

La version de série, bien que très proche des lignes des deux prototypes, est au total fondamentalement différente. L'un de ces prototypes est toujours visible au Musée historique Alfa Romeo d'Arese, proche de Milan. En effet, Alfa Romeo a pris pour base le châssis du coupé Giulia existant, couramment dénommé Bertone par les Alfistes.
L'adaptation des formes du prototype à ce châssis s'est avérée difficile, notamment après le choix de l'utilisation du moteur V8 de l'Alfa 33, alors que les prototypes étaient équipés de la mécanique de l'Alfa Romeo Giulia, un moteur 4 cylindres double arbre à cames en tête. Adaptation qui a nécessité de rehausser toute la ceinture de caisse, de même pour l'intégration des vitrages latéraux très courbes. Toutes ces difficultés ont entraîné un développement de trois ans, les premières voitures ne seront livrées qu'en 1971 après le salon de Genève qui se tient au mois de mars.
Bien que sa carrosserie présente des prises d'air à l'arrière, la Montreal n'est pas une automobile à moteur central. En comparant la carrosserie dessinée par Bertone avec celle de la Lamborghini Miura, également œuvre du maître Marcello Gandini, on pourrait penser qu'elle est équipée d'un moteur central, mais elle a en fait un moteur posé sur la traverse avant du châssis, ce qui entraîne une répartition des poids de 60 % sur l'avant et 40 % sur l'arrière.

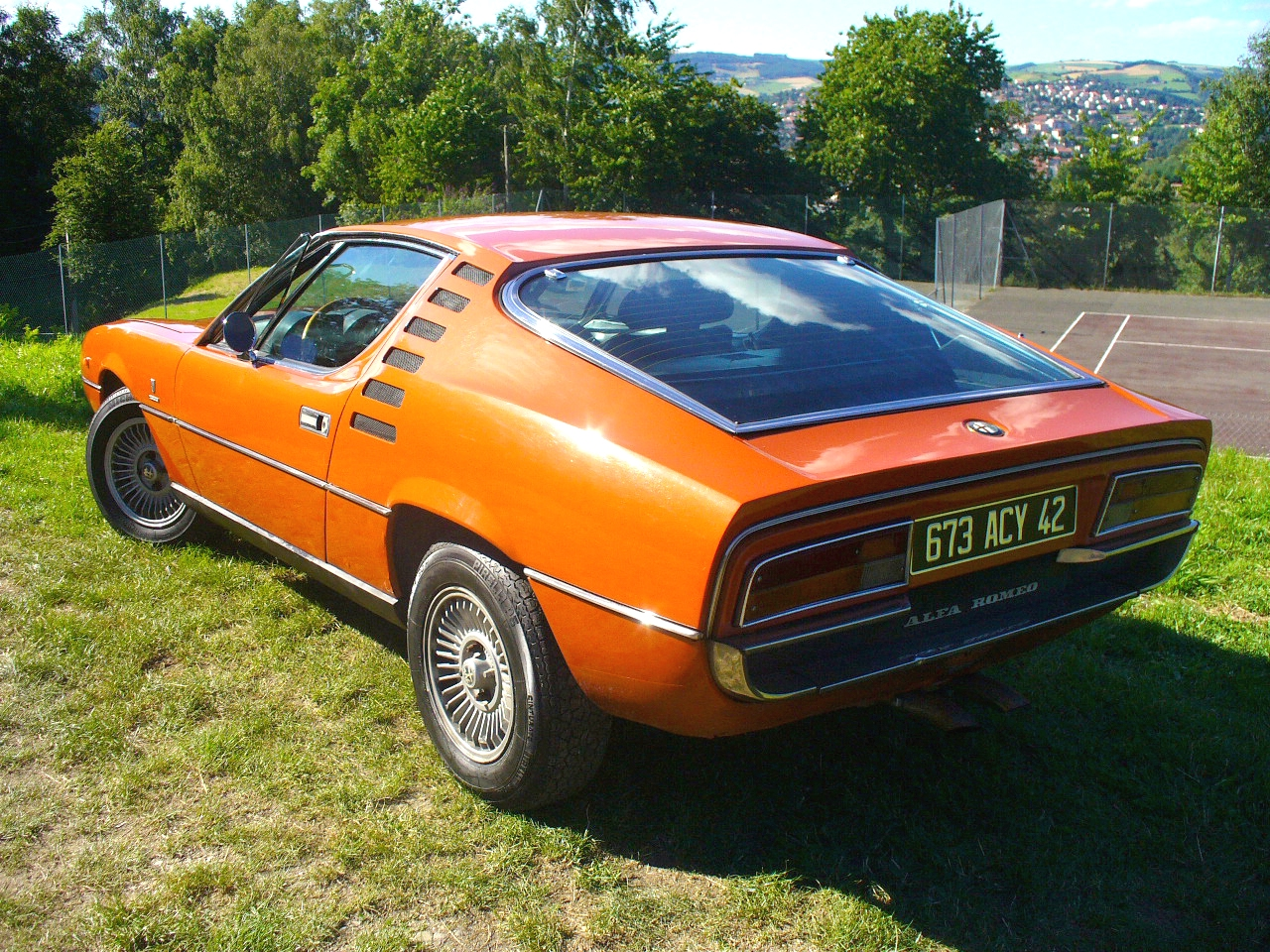
Alfa Romeo Montreal 1973

### Caractéristiques mécaniques
Selon le tableau Fusi, 3 925 exemplaires ont été produits entre décembre 1970 et juillet 1974 et commercialisés jusqu'en 1977. Le point marquant de leurs caractéristiques est leur moteur, un V8 à 90°, quatre arbres à cames en tête (deux par rangée de cylindres), d'une puissance de 200 ch DIN. Ce moteur est issu directement du V8 de 2 litres de l'Alfa 33 de course, avec réalésage pour porter sa cylindrée à 2 593 cm3. Son injection mécanique Spica/Alfa Romeo AIBB 8C S75 était alimenté par deux pompes à essence Bosch, elle est pourvue en outre d'un allumage électronique et d'un carter sec, mais a perdu le double allumage du moteur de course et son vilebrequin plan. Une boîte manuelle ZF à 5 rapports accouplée au moteur entraîne les roues arrière via un arbre et un pont rigide (celui du coupé Bertone, avec autobloquant), guidé par un bras supérieur en T. 
Cette boîte était, contrairement aux boîtes Alfa, très robuste, n’ayant pas souffert des soucis de synchronisation connus sur d’autres boîtes. De plus, la première vitesse était en bas à gauche à l'inverse de la boîte Alfa, la deuxième et troisième donc respectivement au milieu en haut et au milieu en bas, permettant un passage rapide de deuxième en troisième, important en conduite sportive.
Relativement légère, 1 270 kg les pleins faits, pour une longueur de 4,22 m, en matière de performances elle était bien au-dessus de la moyenne à son époque, sauf pour des voitures bien plus sophistiquées et chères (Ferrari, Lamborghini), ou encore les « muscle cars » américains avec leurs puissances délirantes et sensations décoiffantes.
La société Autodelta a proposé des préparations moteurs permettant de monter la puissance de 220 à 250 ch. Ces modèles ont reçu des prises d'air bien plus massives sur le capot. à l'heure actuelle, il s'agit d'une grande rareté car seuls 3 exemplaires ont reçu ce type de motorisation.

## Les questions sur la production finale
Selon le rapport de Robert Winwood, il y aurait eu 3 737 modèles avec conduite à gauche et 180 avec conduite à droite produits, soit un total de 3 917 exemplaires. Les modèles avec conduite à droite auraient été assemblés dans les ateliers du constructeur Iso Rivolta, à Modène uniquement durant l'année 1972, alors que les registres Alfa Romeo rapportent que ces modèles ont été produits en 1973 et exportés vers la Grande-Bretagne à partir de mai 1974. Il semble même que les 9 à 10 premiers exemplaires aient été transformés en Grande-Bretagne en 1971/72 par des entreprises locales : "Thomson & Taylor", "Bell & Colville" et "Mario Dellioti" de Birmingham. Paul Blank rapporte que l'importateur australien n'a pu obtenir les dix derniers exemplaires commandés trop tard et s'est résolu à transformer des modèles avec conduite à gauche par une société locale qui n'a jamais su remonter les voitures. Les clients n'ont jamais pris possession de leur précieux bien ! 
D'après un rapport publié par le magazine automobile italien "Automotor Magazine" (Numéro 89, février 1997, page 123), il semblerait que des Montreal aient été produites jusqu'en mai 1994, sans licence, par Iso Rivolta, car refusée par Alfa Romeo et la Carrozzeria Bertone. Selon les recherches effectuées par Maurizio Bedina, un actionnaire minoritaire d'Iso Rivolta appelé Paolo Curti et ses partenaires affirment qu'ils ont acheté les derniers composants disponibles (carrosseries, moteurs et composants intérieurs) et ont assemblé un petit nombre de véhicules clones dans leurs ateliers de Rome, jusqu'à épuisement des stocks. Paolo Curti prétend avoir livré la dernière voiture à un client suisse en 1994. 
Certains modèles ont en effet des aménagements intérieurs différents, comme les boutons de commande de ventilation, l'habillage de passage de porte en inox et le cendrier ne disposant pas du logo Montreal et ils semblent donc faire partie des fameux derniers modèles fabriqués. Ces modèles ont un dossier de siège arrière moins épais (de 25 à 20 cm) que les modèles d'origine, ce qui permet un plus grand recul aux sièges avant pour un pilote et/ou un passager de grande taille. Selon le registre néerlandais SCARB de Wil Mertens, ce changement aurait été effectué sur la production à partir de la fin d'année 1975 et ne touche que les 100 dernières Montreal produites.

### Chiffres de production
| Année | Nombre d’exemplaires | Conduite à gauche (LHD) | Conduite à droite (RHD) |
| 1971  | 668                  | 668                     | 0                       |
| 1972  | 2 377                | 2 372                   | 5                       |
| 1973  | 302                  | 302                     | 0                       |
| 1974  | 205                  | 78                      | 127                     |
| 1975  | 323                  | 273                     | 50                      |
| 1976  | 23                   | 17                      | 6                       |
| 1977  | 27                   | 27                      | 0                       |
| TOTAL | 3 925                | 3 737                   | 188                     |

## Collection
L'ingénieur Giuseppe Busso, un des plus fameux concepteurs de moteurs Alfa Romeo, dans ses mémoires (Nel cuore dell'Alfa), a révélé que le projet de départ était beaucoup plus ambitieux, avec un châssis développé spécifiquement, équipé notamment d'une suspension arrière avec un pont « de Dion », projet restreint pour des raisons de priorités budgétaires.
Parmi les collectionneurs actuels, amoureux de la ligne, cela est de plus en plus souvent évoqué comme une trahison de l'esprit Alfa. Pour le moment ces collectionneurs travaillent en priorité à améliorer le freinage de leurs autos avec des pièces plus récentes, mais d'autres points sont souvent évoqués, comme la suspension avec des kits d'origine anglaise, et même la réalisation d'un châssis conforme à l'esprit de départ du projet : faux châssis tubulaire avant permettant d'allonger l'empattement pour un meilleur équilibre des masses, suspension arrière indépendante et lissage aérodynamique de la carrosserie, car il faut savoir que même les prototypes exposés à Montréal n'ont jamais connu la soufflerie (cf. Luigi Giuliani, Le Vetture che hanno fatto la storia -AR Montreal).